# Wiesviller
Ne doit pas être confondu avec Wiesweiler.
Wiesviller [visvilɛʁ] est une commune française située dans le département de la Moselle et le bassin de vie de la Moselle-Est, en région Grand Est.

## Géographie

### Communes limitrophes
| Sarreinsming | Blies-Ebersing, Bliesbruck | Wœlfling-lès-Sarreguemines |
| Zetting      | Wiesviller                 |                            |
| Witting      |                            | Achen                      |

### Hydrographie
La commune est située dans le bassin versant du Rhin au sein du bassin Rhin-Meuse. Elle est drainée par le ruisseau le Schwarzbach, le ruisseau le Lach et le ruisseau Sattelbach.

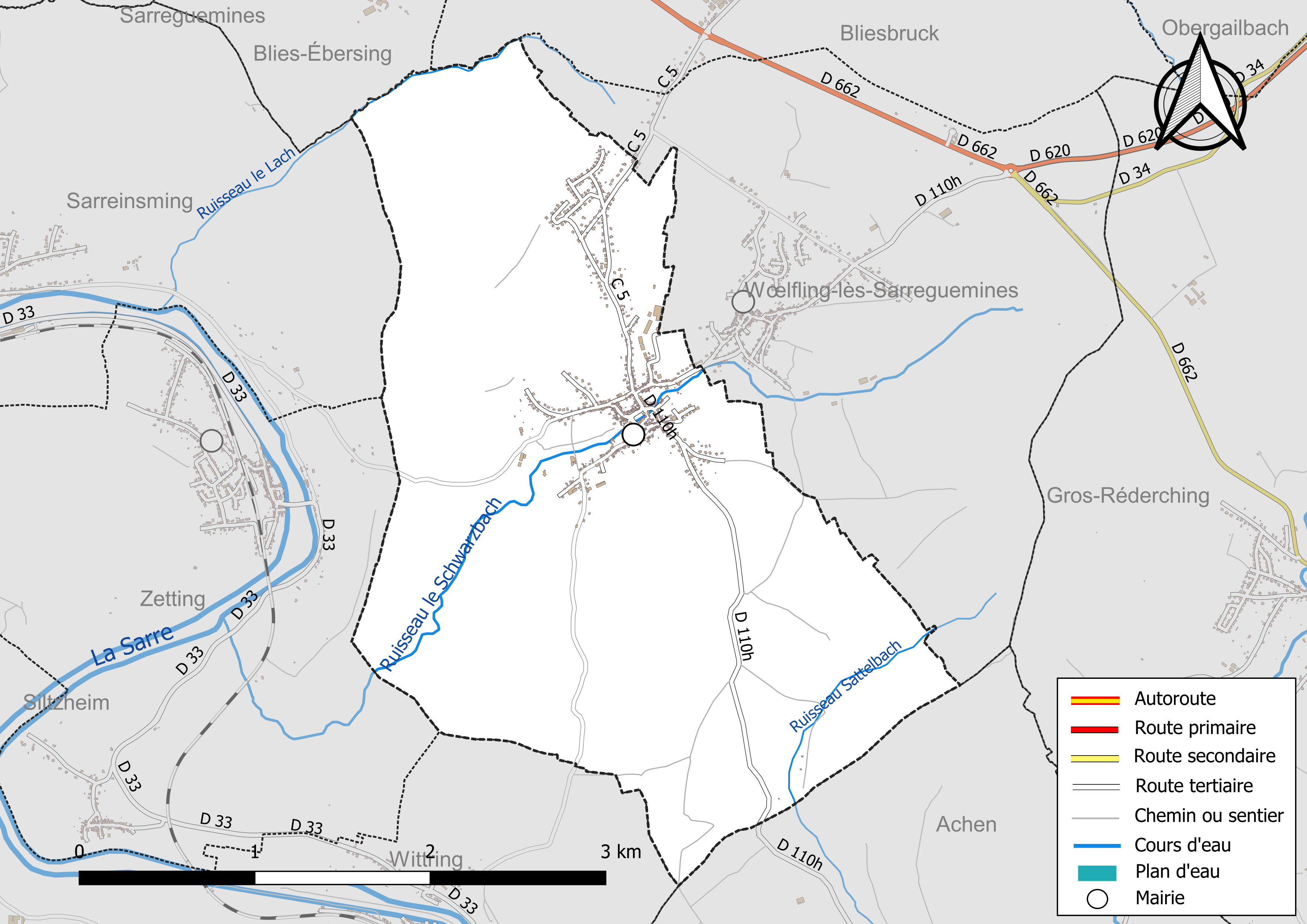
Réseaux hydrographique et routier de Wiesviller.

### Climat
Pour des articles plus généraux, voir Climat du Grand Est et Climat de la Moselle.
En 2010, le climat de la commune est de type climat des marges montargnardes, selon une étude du Centre national de la recherche scientifique s'appuyant sur une série de données couvrant la période 1971-2000. En 2020, Météo-France publie une typologie des climats de la France métropolitaine dans laquelle la commune est exposée à un climat semi-continental et est dans la région climatique  Vosges, caractérisée par une pluviométrie très élevée (1 500 à 2 000 mm/an) en toutes saisons et un hiver rude (moins de 1 °C). 
Pour la période 1971-2000, la température annuelle moyenne est de 9,7 °C, avec une amplitude thermique annuelle de 17 °C. Le cumul annuel moyen de précipitations est de 897 mm, avec 11,1 jours de précipitations en janvier et 9,9 jours en juillet. Pour la période 1991-2020, la température moyenne annuelle observée sur la station météorologique de Météo-France la plus proche, « Volmunster », sur la commune de Volmunster à 15 km à vol d'oiseau, est de 10,2 °C et le cumul annuel moyen de précipitations est de 760,1 mm. 
La température maximale relevée sur cette station est de 37,6 °C, atteinte le 25 juillet 2019 ; la température minimale est de −18,6 °C, atteinte le 24 décembre 2001,,. 
Les paramètres climatiques de la commune ont été estimés pour le milieu du siècle (2041-2070) selon différents scénarios d'émission de gaz à effet de serre à partir des nouvelles projections climatiques de référence DRIAS-2020. Ils sont consultables sur un site dédié publié par Météo-France en novembre 2022.

## Urbanisme

### Typologie
Au 1er janvier 2024, Wiesviller est catégorisée bourg rural, selon la nouvelle grille communale de densité à sept niveaux définie par l'Insee en 2022.
Elle est située hors unité urbaine. Par ailleurs la commune fait partie de l'aire d'attraction de Sarreguemines (partie française), dont elle est une commune de la couronne,. Cette aire, qui regroupe 48 communes, est catégorisée dans les aires de 50 000 à moins de 200 000 habitants,.

### Occupation des sols
L'occupation des sols de la commune, telle qu'elle ressort de la base de données européenne d’occupation biophysique des sols Corine Land Cover (CLC), est marquée par l'importance des territoires agricoles (79,6 % en 2018), en diminution par rapport à 1990 (81,5 %). La répartition détaillée en 2018 est la suivante : 
prairies (32,9 %), zones agricoles hétérogènes (27,3 %), terres arables (19,4 %), forêts (10,8 %), zones urbanisées (8,7 %), milieux à végétation arbustive et/ou herbacée (0,9 %). L'évolution de l’occupation des sols de la commune et de ses infrastructures peut être observée sur les différentes représentations cartographiques du territoire : la carte de Cassini (XVIIIe siècle), la carte d'état-major (1820-1866) et les cartes ou photos aériennes de l'IGN pour la période actuelle (1950 à aujourd'hui).

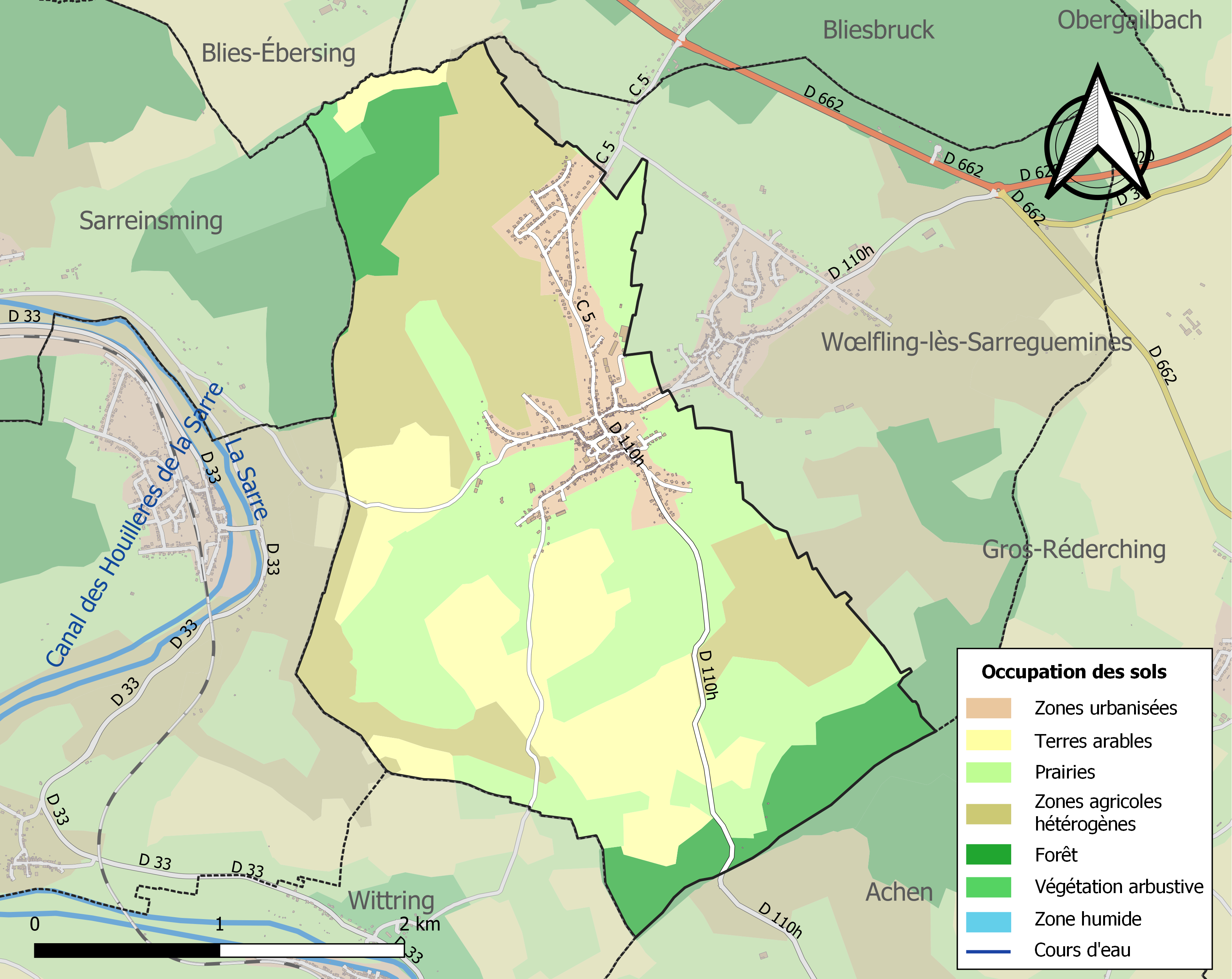
Carte des infrastructures et de l'occupation des sols de la commune en 2018 (CLC).

## Toponymie
- Wisenwire (1150) ; Wiesewilre (1445) ; Wiszwiller (1473) ; Wissewiller, Wyswiller, Weyswiller (1544) ; Weissweiller (1594) ; Weisweiller (1681) ; Weis-Willer (1762) ; Visviller, Weisviller, Weis-Weiller (1779) ; Wiesweiller (carte Cassini) ; Wisviler (1793) ; Weissveiller (1801) ; Wieswiller (XIXe siècle) ; Wiswiller (carte de l'état-Major) ; Wiesweiler (1871-1918 et 1940-1944).
- Wiiswiller en francique lorrain[13].
- Sobriquet des habitants : Wieswiller Murkser (les bosseurs de Wiesviller)[14].

## Histoire
C'était un domaine de l'abbaye de Sturzelbronn dans la seigneurie lorraine de Bitche et, au XVIIIe siècle, un bien des jésuites de Bouquenom (Sarre-Union).

## Politique et administration
| Période                                  | Période   | Identité         | Étiquette | Qualité |
| ---------------------------------------- | --------- | ---------------- | --------- | ------- |
| mars 1977                                | mars 2008 | Ferdinand Franck |           |         |
| mars 2008                                | mai 2020  | Nathalie Staub   |           |         |
| mai 2020                                 | En cours  | Franck Philippi  |           |         |
| Les données manquantes sont à compléter. |           |                  |           |         |

## Démographie
L'évolution du nombre d'habitants est connue à travers les recensements de la population effectués dans la commune depuis 1793. Pour les communes de moins de 10 000 habitants, une enquête de recensement portant sur toute la population est réalisée tous les cinq ans, les populations de référence des années intermédiaires étant quant à elles estimées par interpolation ou extrapolation. Pour la commune, le premier recensement exhaustif entrant dans le cadre du nouveau dispositif a été réalisé en 2004.

En 2022, la commune comptait 908 habitants, en évolution de −8 % par rapport à 2016 (Moselle : +0,52 %, France hors Mayotte : +2,11 %).
| 1793 | 1800 | 1806 | 1821  | 1836  | 1841 | 1861 | 1866 | 1871 |
| ---- | ---- | ---- | ----- | ----- | ---- | ---- | ---- | ---- |
| 425  | 631  | 746  | 1 264 | 1 602 | 951  | 865  | 986  | 937  |

| 1875 | 1880 | 1885 | 1890 | 1895 | 1900 | 1905 | 1910 | 1921 |
| ---- | ---- | ---- | ---- | ---- | ---- | ---- | ---- | ---- |
| 868  | 871  | 842  | 822  | 804  | 797  | 837  | 857  | 863  |

| 1926 | 1931 | 1936 | 1946 | 1954 | 1962 | 1968 | 1975 | 1982 |
| ---- | ---- | ---- | ---- | ---- | ---- | ---- | ---- | ---- |
| 787  | 725  | 730  | 744  | 750  | 764  | 796  | 783  | 829  |

| 1990 | 1999 | 2004  | 2006  | 2009  | 2014 | 2019 | 2022 | - |
| ---- | ---- | ----- | ----- | ----- | ---- | ---- | ---- | - |
| 920  | 959  | 1 016 | 1 033 | 1 032 | 996  | 931  | 908  | - |

## Culture locale et patrimoine

### Lieux et monuments
- Vestiges d'une villa romaine.
- Sépultures mérovingiennes.
- Église Saint-Barthélemy, construite par les jésuites en 1750 et restaurée en 1832 : autels et chaire XVIIIe siècle, orgue XIXe siècle.

### Manifestations culturelles et festivités
Chaque année, le premier jeudi de mars, le club de football local organise un bal carnavalesque (« Speckball »), qui réunit près de 1 200 personnes.

### Héraldique
| Blason de Wiesviller | Blason  | De sinople au massacre de cerf d'or surmonté d'une étoile à six rais cousue de gueules. |
| Blason de Wiesviller | Détails | Le statut officiel du blason reste à déterminer.                                        |